# Shintarō Asanuma
Shintarō Asanuma (浅沼 晋太郎 Asanuma Shintarou, 5 de enero de 1976, Prefectura de Iwate) es un seiyū, director y guionista japonés. Como actor de voz, ha participado en series como Acchi Kocchi, Ansatsu Kyoshitsu, Accel World y Ginga Kikoutai Majestic Prince, entre otras. Está afiliado a Dandelion.

## Filmografía

### Anime
2006
- Kirarin Revolution como Subaru Tsukishima.
- Kujibiki Unbalance como Mugio Rokuhara.
- Mamotte Lollipop como Will.
- Zegapain como Kyō Sogoru.

2007
- Bokurano como Shinichi Kodaka (ep 4) y Yōsuke Kirie.
- Da Capo II como Yoshiyuki Sakurai.
- Genshiken 2 como Neko Kazamatsuri (ep 1).
- Ghost Hound como Michio Hoshino.
- Kamichama Karin como Kirio Karasuma.
- Kissdum: Engage Planet como Ueno (eps 9-10).
- Minami-ke como Takeru.
- Mushi-Uta como Daisuke Kusuriya.
- Shugo Chara! como Shūji Hinamori (ep 35).

2008
- Da Capo II: Second Season como Yoshiyuki Sakurai.
- Hokuto no Ken - Raoh Gaiden: Ten no Hao como Jūza (joven, ep 7).
- Minami-ke: Okawari como Takeru.
- Negibōzu no Asatarō como Kyūbee.
- Nodame Cantabile Paris-hen como Frank.
- Tetsuwan Birdy Decode como Ryōta Sudō.

2009
- Aoi Hana como Kō Sawanoi.
- Asu no Yoichi! como Keita Torigaya.
- Guin Saga como István.
- Hatsukoi Limited. como Etsu Kusuda.
- Minami-ke: Okaeri como Takeru.
- Nyan Koi! como Junpei Kōsaka.
- Tetsuwan Birdy Decode 2 como Ryōta Sudō y Valic.
- Uchurei como Takashi Fujiyama.
- Yoku Wakaru Gendai Mahō como Sōshirō Anehara.

2010
- Ōkami-san to Shichinin no Nakama-tachi como Tarō Urashima.
- Seitokai Yakuindomo como Takatoshi Tsuda.
- Star Driver: Kagayaki no Takuto como Shingo Makiba.
- Uragiri wa Boku no Namae o Shitteiru como Masamune Shinmei.
- Yojō-Han Shinwa Taikei como Watashi y Kaori (eps 6-7).

2011
- Beelzebub como Kazuya Yamamura.
- Boku wa Tomodachi ga Sukunai como Masaru Suzuki (ep 2).
- Fractale como Sunda.
- Hoshizora e Kakaru Hashi como Kazuma Hoshino.
- Moshidora como Masayoshi Nikai.
- Nodame Cantabile finale como Frank.
- Phi Brain: Kami no Puzzle como Kaito Daimon.
- Sket Dance como Seiji Igarashi (eps 16-17, 20).
- Yumekui Merry como Chris Evergreen (eps 4-5).

2012
- Accel World como Takumu Mayuzumi.
- Acchi Kocchi como Sakaki Inui.
- One Piece como Zeo.
- Phi Brain: Kami no Puzzle 2 como Kaito Daimon.
- Psycho-Pass como Mitsuru Sasayama (ep 12).
- Sakurasō no Pet na Kanojo como Kazuki Fujisawa.
- Uchū Kyōdai como Yamato Mizoguchi.
- Zetsuen no Tempest como Takumi Hayakawa.

2013
- Cuticle Tantei Inaba como Akiyoshi (eps 7, 11).
- Daiya no Ace como Yōichi Kuramochi.
- Ginga Kikoutai Majestic Prince como Toshikazu Asagi.
- Minami-ke: Tadaima como Takeru.
- Mondaiji tachi ga Isekai kara Kuru soudesuyo? como Izayoi Sakamaki.
- Phi Brain: Kami no Puzzle 3 como Kaito Daimon.
- Ro-Kyu-Bu! SS como Ryūichi Suga.

2014
- Akame ga Kill! como Susanoo.
- Gundam Reconguista in G como Ringo Lon Giamanotta.
- Hamatora como Nojima (ep 2).
- Isshūkan Friends como Hajime Kujō.
- Kenzen Robo Daimidaler como Dennis.
- Kindaichi Shōnen no Jikenbo R como Sōta Murakami.
- Magic Kaito 1412 como Fujie (ep 13).
- Majin Bone como Leonard.
- Nō-Rin como Kōsaku Hata.
- Nobunaga Concerto como Maeda Toshiie.
- Seitokai Yakuindomo* como Takatoshi Tsuda.
- Shirogane no Ishi Argevollen como el Mayor Rontaul.
- Shōnen Hollywood - Holly Stage for 49 como Ran Kazehara.
- Tokyo Ghoul como Nishiki Nishio.
- Wake Up, Girls! como Kōhei Matsuda.
- Yu-Gi-Oh! Arc-V como Crow Hogan.
- Z/X Ignition como Rindō.

2015
- Assassination Classroom como Hiroto Maehara.
- Baby Steps 2 como Hiromi Iwasa.
- Daiya no Ace 2 como Yōichi Kuramochi.
- Kindaichi Shōnen no Jikenbo R 2 como Sōta Murakami.
- Rakudai Kishi no Cavalry como Nagi Arisuin.
- Shōnen Hollywood - Holly Stage for 50 como Ran Kazehara.
- Tokyo Ghoul √A como Nishiki Nishio.

2016
- Akagami no Shirayuki-hime 2 como Itoya.
- Assassination Classroom Season 2 como Hiroto Maehara.
- Fune wo Amu como Shinichiro Miyamoto (eps 8-9).
- Kanojo to Kanojo no Neko: Everything Flows como Black Cat.

2017
- Hajimete no Gal como Junichi Hashiba.[3]
- Hand Shakers[4][5] como el padre de Tazuna.[6]
- Kuzu no Honkai como Kirishima Atsuya.
- Shokugeki no Sōma: San no Sara como Rentarō Kusunoki.

2018
- Cutie Honey Universe como Seiji Hayami.
- Tokyo Ghoul: re como Nishiki Nishio.
- Tsurune como Masaki Takigawa.
- Violet Evergarden como Aiden Field.

2019
- Carole & Tuesday como Mermaid Sisters.
- Ensemble Stars! como Leo Tsukinaga.
- Given como Ugetsu Murata.

2020
- A3! Season Spring & Summer como Itaru Chigasaki.
- Kitsutsuki Tantei-dokoro como Takuboku Ishikawa
- Hypnosis Mic-Division Rap Battle-Rhyme Anima como Aohitsugi Samatoki

2021
2022
2023
- Ao no Orchestra como Yō Hatori
- Migi to Dali como Shunpei Akiyama

2024
- Tadaima, Okaeri como Aoto Mochizuki

### OVAs
2009
- Shakugan no Shana S como Yukio Hamaguchi (eps 3-4).
- Tetsuwan Birdy Decode: The Cipher como Ryōta Sudō.

2010
- Mazinkaiser SKL como Ken Kaidō.

2011
- Hoshizora e Kakaru Hashi como Kazuma Hoshino.
- Seitokai Yakuindomo como Takatoshi Tsuda.

2012
- Accel World como Takumu Mayuzumi.
- Nagareboshi Lens como Tōga Yūgure.

2014
- Kuroshitsuji: Book of Murder como Sir Arthur Conan Doyle.

2015
- Cyborg 009 Vs. Devilman como Akira Fudō/Devilman.

### ONAs
- Saiki Kusuo no Psi Nan como Kusuo Saiki.

### Películas
2007
- El jardín de los pecadores como Keita Minato.

2009
- Kowarekake no Orgel como Junpei.

2010
- Gekijō-ban Yu-Gi-Oh! ~Chō-Yūgō! Jikū o Koeta Kizuna como Crow Hogan.

2013
- Majocco Shimai no Yoyo to Nene como Nishiura.

2014
- Wake Up, Girls! Shichi-nin no Idol como Kōhei Matsuda.

2016
- Accel World: Infinite ∞Burst como Takumu Mayuzumi.

2017
- Gekijōban Seitokai Yakuindomo como Takatoshi Tsuda.

### CD Drama
- Hatoful Boyfriend como Ryouta Kawara.

### VOMIC
- Saiki Kusuo no Psi-nan como Kusuo Saiki

### Musicales
2016
- Ensemble Stars! On Stage como Leo.

2017
- Ensemble Stars! On Stage: Take Your Marks! como Leo.

### Videojuegos
- A3! como Itaru Chigasaki[7]
- Accel World: Awakening of the Silver Wings como Takumu Mayuzumi.
- Accel World: The Peak of Acceleration como Takumu Mayuzumi.
- Ansatsu Kyoshitsu: Koro-sensei Dai Hōimō como Hiroto Maehara.
- Assassin's Creed: Revelations como Clay Kaczmarek.
- Assassin's Creed II como Lorenzo de Médici.
- Ensemble Stars! On Stage como Leo.
- Grand Kingdom como Julius Wiseman.
- J-Stars Victory Vs como Kusuo Saiki.
- Langrisser Re: Incarnation -Tensei- como Gustaf.
- Lollipop Chainsaw como Zed.
- Muramasa: The Demon Blade como Gonbe.
- Nogizaka Haruka no Himitsu: Cosplay Hajimemashita como Keiji Sendai.
- Omega Quintet como Takt.
- Sparkling School Life SP: The Wonder Years como Masaru Suzuki.
- Super Mario Maker como Shulk.
- Super Smash Bros. para Nintendo 3DS y Wii U como Shulk.
- Tokyo Ghoul: Jail como Nishiki Nishio.
- Tokyo Xanadu como Kō Tokikasa.
- Touken Ranbu como Nakigitsune.
- Trauma Team como Darnell Sellers.
- Xenoblade Chronicles como Shulk.
- Dragalia Lost como Luca.
- Alchemy Stars como Regal, Luke.

### Doblaje
- Drake & Josh como Drake Parker
- Glee como Sebastian Smythe
- Zeke & Luther como Ezekiel "Zeke" Falcone

## Música

### Ansatsu Kyoshitsu
Formando parte de "3-nen E-gumi Utatan (3年E組うた担)":
- 1º Temporada: Interpretó los openings Seishun Satsubatsu-ron(青春サツバツ論)y Jiriki Hongan Revolution.[8][9]
- 2º Temporada: Participó de los openings Question[10][11] y Bye Bye Yesterday. Este último ha llegado al puesto 49 del ranking de los singles más vendidos en Japón.[12]

### Ensemble Stars!
Como parte de "Knights":
- "Ensemble Stars!" Unit Song CD Vol.2 "Knights" (Voice of Sword).[13]
- Ensemble Stars! Unit Song CD Dai Ni Dan vol.03 Knights (Silent Oath): en su semana de lanzamiento alcanzó el 6º puesto del ranking de ventas japonés, con 29.807 copias vendidas.[14]

### Otras Interpretaciones
- Como parte de "Acchi⇔Kocchi", participó del opening Acchi de Kocchi de (あっちでこっちで) de la serie Acchi Kocchi.[15][16]
- Para la serie Ginga Kikoutai Majestic Prince cantó el ending Boku-tachi wa Ikiteru (僕たちは生きている -Estamos vivos-) de los episodios 16, 21 y 22. Lo hizo en compañía de Hiroki Aiba y Junya Ikeda.[17][18]
- Para la tercera temporada de Phi Brain: Kami no Puzzle participó del ending Say Yeah! (eps 1-8, 10-24) junto con Kaori Shimizu, Jun Fukuyama, Kouki Miyata y Satsuki Yukino.[19][20]
- Cantó los temas Mishima Genkaisen (三嶋限界線; ep 10) y Eien never ever para la serie Shōnen Hollywood - Holly Stage for 49. Este último lo hizo en compañía de Sōichirō Hoshi, Yuuto Suzuki, Kōsuke Toriumi, Daisuke Sakaguchi, Daisuke Namikawa y Daisuke Kishio.[21]
- Lanzó, junto con Takeshi Washizaki, el sencillo Shishunki wa Owaranai!.[22]
- Formando parte del grupo "Spring Troupe" participó del CD A3! First SPRING EP de la franquicia A3! Act! Addict! Actors!. En su semana de lanzamiento vendieron 30.899 copias, siendo el tercero más vendido esa semana en Japón.[23]
- Como Nakigitsune, participó del sencillo Zoku Touken Ranbu: Hanamaru OP3/ED3 "Hanamaru Shirushi no Hi no Moto de ver.3" / "Kushiki Meguri wa Iki na Enishi", de la serie Zoku Touken Ranbu: Hanamaru.[24]
- Actualmente participa en el proyecto de seiyuus Hypnosis Microphone Division Rap Battle[25] como el líder de la división de Yokohama, Aohitsugi Samatoki.

## Dirección
- Fue el director y guionista de la obra teatral Persona 4 Visualive.[26]
- Escribió el guion del OVA Kanagatari. Kanabakari.: Kanadian Families.[27]
- Fue el director teatral y guionista de las obras basadas en el manga Daiya no Ace.[28]